# ФК „Зенит“
Вижте пояснителната страница за други значения на Зенит.
ФК „Зенит“ (на руски: Футбольный клуб „Зенит“) e футболен клуб от Санкт Петербург, Русия.
Играе във висшата Руска Премиер Лига. Това е единственият руски клуб, спечелил всички висши трофеи на СССР и Русия. Отборът му играе домакинските си мачове на стадион „Газпром Арена“.

## История
Клубът е основан през 1925 г. Според някои източници е основан като ФК „Мурзинка“ още през 1914 г.
Първите успехи идват чак през 1984 г., когато ленинградци печелят титлата на СССР. След разпадането на СССР Зенит играе няколко сезона в 1 лига. През 1998 начело на отбора застава Анатоли Давидов. 2 години по-рано той става най-старият футбоист, играл във Висшата Дивизия – на 43 години. В първите 8 кръга отборът записва само 1 победа. В купата на Русия отборът се представя далеч по-добре. На 1/16 финалите отстраняват Сокол Саратов. В 1/4 финалът побеждават ФК Ростов. В следващия кръг питерци бият ЦСКА Москва с 1:0 с гол на Генади Попович. На финалът играят с Динамо. Московчани повеждат чрез Николай Писарев, но Зенит печелят с 3:1. В средата на 2000 Давидов е сменен от Юрий Морозов. Опитния специалист започва да разчита на млади таланти като Вячеслав Малафеев, Андрей Аршавин и Александър Кержаков. Зенит заема трето място в шампионата, а в купата отпада на 1/16 финалите. Отборът достига и до финала на Интертото.
През 2001 Зенит достига до финала на купата на Русия, но губи от ЦСКА Москва с 1:0. В края на 2002 начело на отбора застава Владстимил Петржела. Капитанът на отбора Алексей Игонин напуска, и чешкият наставник започва да налага Владимир Бистров и Игор Денисов. Новият капитан е Владислав Радимов. През 2003 Зенит печели купата на лигата на Русия. Отборът се класира на второ място в шампионата на Русия, като шампион е ЦСКА Москва. През 2004 Зенит отново изпускат титлата, като финирира чак на 4-то място. В купата на УЕФА достигат груповата фаза. В края на 2005 отборът е купен от Газпром. Новия треньор е Константин Сарсаня.
През май 2006 г. „Зенит“ назначава опитния холандски специалист Дик Адвокаат като треньор. Той извежда питерци до първа шампионска титла в шампионата на Русия. В средата на сезона капитанът Владислав Радимов се сбива с Фернандо Риксен и губи капитанската лента и титулярното място. През 2008 Зенит печели Купата на УЕФА и Суперкупата на Европа. През 2008/09 Зенит участва в Шампионската лига, но отпада още в групите. На 10 август 2009 Анатоли Давидов се връща начело на Зенит като временен треньор. На 10 декември 2009 начело застава Лучано Спалети. Той печели шампионата, купата и суперкупата на Русия през 2010.
През сезон 2011/12 Зенит завършва първи в редовния сезон на РФПЛ. Също така и за първи път в историята си прескача групите на ШЛ, след като е в група с АПОЕЛ Никозия, Порто и Шахтьор. На 1/8 финалите отпада от Бенфика. Въпреки това, Зенит не допуска грешна стъпка в първенството и става шампион за втора поредна година.
В първите няколко кръга на сезон 2012/13 питерци тръгват убедително, побеждавайки ЦСКА Москва с 3:1 и Спартак Москва с 5:0. За 7 кръга те набират 16 точки и са начело в класирането. На 3 септември 2012 отборът се подсилва с 2 от звездите на португалското първенство – Аксел Витсел и Хълк. Трансферите са на обща стойност 80 млн. евро. С тях Зенит играе силно, но завършва на второ място в шампионата.
През сезон 2013/14 в отбора се завръщат Андрей Аршавин и Анатолий Тимошчук. Голмайсторът Александър Кержаков прекъсва 7 месечната си голова суша и отборът тръгва нагоре. Млади попълнения като Юрий Лодигин, Олег Шатов и Игор Смолников усилват конкуренцията в състава. На полусезона Зенит е на първо място, допускайки само две загуби. В Шампионската лига играят равностойно с отбори като Порто и Атлетико Мадрид. Малко преди края на сезон треньорът Лучано Спалети е сменен от Андре Вилаш-Боаш. Под негово ръководство Зенит не спира да побеждава и два кръга преди края води в класирането. Мачът от предпоследния кръг с Динамо (Москва) е прекъснат след нахлуване на феновете на терена, а на Зенит е присъдена служебна загуба. Петербургци губят титлата от ЦСКА (Москва), след като „армейците“ записват 10 поредни победи.
На следващия сезон петербургци си връщат титлата на Русия. Клубът участва в Шампионска лига, но не преодолява груповата фаза. Все пак третата позиция дава право на участие в Лига Европа, където Зенит достига 1/4 финал.

## С български отбори
„Зенит“ се е срещал с български отбори в приятелски срещи, сред които са „Литекс“, „Литекс“, ЦСКА.
„Литекс“
С „Литекс“ се е срещал веднъж в приятелски мач. Мачът се играе на 27 януари 2009 г. в Дубай и завършва 1 – 0 за „Зенит“ .
„Лудогорец“
С „Лудогорец“ се е срещал 2 пъти в приятелски мачове. Първият мач се играе на 8 юли 2015 г. в австрийското курортно градче Щегерсбах и завършва 0 – 0 след като е прекратен в 42-рата минута поради ураганен вятър проливен дъжд и градушка . Вторият мач се играе на 24 юни 2017 г. в австрийското курортно село Гойнг ам Вилден Кайзер и завършва 1 – 0 за „Лудогорец“ .

## Успехи

### Турнири на Русия
- Руска Премиер Лига:
  -  Шампион (10): 2007, 2010, 2011/12, 2014/15, 2018/19, 2019/20, 2020/21, 2021/22, 2022/23, 2023/24
  -  Второ място (3): 2003, 2012/13, 2013/14
  -  Трето място (4): 2001, 2009, 2015/16, 2016/17

 Купа на Русия
- -  Носител (4): 1999, 2010, 2020, 2023/24
  -  Финалист (1): 2002
- Суперкупа на Русия:
  -  Носител (8): 2008, 2011, 2015, 2016, 2020, 2022, 2023, 2024
- Купа на лигата на Русия:
  -  Носител (1): 2003

### Турнири на СССР
- Шампионат на СССР:
  -  Шампион (1): 1984
  -  Трето място (1): 1980
- Купа на СССР:
  -  Носител (1): 1944
  -  Финалист (1): 1984
- СССР суперкупа:
  -  Носител (1): 1985
- Купа на федерацията:
  -  Финалист (1): 1986

### Международни
- Купа на УЕФА:
  -  Носител (1): 2008
- Суперкупа на Европа:
  -  Носител (1): 2008
- Интертото:
  - 1/2 финалист (1): 2000

## Официален химн
Город над вольной Невой,
Где болеют за „Зенит“ родной,
Слушай, Ленинград, я тебе спою
Задушевную песню свою.
Мы твои верные друзья,
Будем вдохновлять тебя всегда.
Сектор 33 – в непогоду, в зной
Мы душою и сердцем с тобой.
Если тебе нелегко,
Будешь ты от дома далеко,
Мы с тобой, „Зенит“, мы с тобой всегда,
Ты не будешь один никогда!
Если соперник „Спартак“,
Ты не забывай своих атак.
„Гамбург“ и „Рапид“, всех он победит,
Наш родной ленинградский „Зенит“!
Я хочу, чтоб флаг голубой
Реял над всем миром и страной.
Кубок УЕФА наш „Зенит“ возьмёт
И победную песню споёт!

## Играчи
Настоящи играчи (към 22 юли 2016 г.)
| №  | Пост | Играч               |
| -- | ---- | ------------------- |
| 1  | В    | Юрий Лодигин        |
| 2  | З    | Александър Анюков   |
| 4  | З    | Доменико Кришито    |
| 5  | П    | Александър Рязанцев |
| 6  | З    | Николас Ломбертс    |
| 8  | П    | Маурисио            |
| 9  | Н    | Александър Кокорин  |
| 10 | П    | Дани                |
| 11 | Н    | Александър Кержаков |
| 13 | З    | Луиш Нето           |
| 14 | П    | Артур Юсупов        |
| 15 | П    | Павел Могилевец     |
| 17 | П    | Олег Шатов          |
| 19 | З    | Игор Смолников      |

| №  | Пост | Играч             |
| -- | ---- | ----------------- |
| 20 | П    | Виктор Файзулин   |
| 21 | П    | Хави Гарсия       |
| 22 | Н    | Артьом Дзюба      |
| 24 | З    | Езекиел Гарай     |
| 26 | З    | Вукашин Йованович |
| 28 | П    | Аксел Витсел      |
| 40 | П    | Юрий Бавин        |
| 41 | В    | Михаил Кержаков   |
| 48 | Н    | Алексей Гасилин   |
| 77 | Н    | Лука Джорджевич   |
| 81 | П    | Юрий Жирков       |
| 92 | Н    | Павел Долгов      |
| 94 | П    | Алексей Евсеев    |
| –  | П    | Роберт Мак        |

## Легендарни играчи
- Андрей Аршавин
- Павел Погребняк
- Владислав Радимов
- Алексей Игонин
- Владимир Кулик
- Дмитрий Хомуха
- Александър Панов
- Александър Кержаков
- Павел Садирин
- Анатолий Тимошчук
- Михаил Бирюков
- Александър Горшков
- Игор Зазулин
- Генадий Попович
- Константин Зирянов
- Александър Анюков
- Игор Денисов
- Дани

## Привърженици
- Михаил Боярский
- Татяна Буланова
- Николай Валуев
- Валентина Матвиенко
- Дмитрий Медведев
- Владимир Путин
- Владислав Никитин
- Кирил Лавров
- Светлана Кузнецова